# اچ‌دی ۱۱۶۲۴۳
اچ‌دی ۱۱۶۲۴۳ یک ستاره است که در صورت فلکی قنطورس قرار دارد.